# Il gaucho (film 1964)
Il gaucho è un film del 1964 diretto da Dino Risi.

## Trama
Marco Ravicchio, press agent di una modesta casa di produzione cinematografica italiana, parte alla volta di Buenos Aires per presentare un film in un festival. Con lui, un famelico e impacciato sceneggiatore comunista, due attricette in cerca di pubblicità e una diva del cinema non più giovanissima, Luciana, che ormai sul viale del tramonto spera di veder finalmente coronato da giuste nozze il lungo corteggiamento di un ricco argentino. Già all'aeroporto di Roma, abbiamo capito da un dialogo con la sua compagna che Marco versa in serie difficoltà finanziarie: è fuori di 800.000 lire con la banca, non ha nemmeno i soldi per pagare il collegio al figlio della compagna.
All'arrivo a Buenos Aires, il gruppetto di italiani si ritrova subito assillato dalle manifestazioni di simpatia di un facoltoso emigrato italiano, l'ingegner Marucchelli, imprenditore nel ramo della carne bovina che ha sempre sulla bocca e nel cuore (così perlomeno dice lui) l'Italia. Marco, che intende approfittare del viaggio anche per prendere un po' di tempo con la banca, va alla ricerca di un vecchio amico, Stefano (che era emigrato molti anni prima dall'Italia e pare abbia fatto fortuna in Sudamerica) per chiedergli un prestito, ma si accorge quasi subito che è più malandato di lui e più spiantato di quando era partito dall'Italia. Ci prova allora con l'ingegner Marucchelli, contando anche sull'avvenenza delle belle attrici, ma in definitiva non ottiene altro da lui che belle parole, vaghe promesse e il pagamento del conto dell'albergo; e lo ripaga, peraltro, seducendogli la moglie di nascosto. Anche Luciana si ritrova delusa dal suo ricco pretendente, che non soltanto non la sposa ma sparisce addirittura dalla circolazione.
Alla fine del festival, dove il loro film non ha vinto ma ha ottenuto una menzione speciale per i suoi contenuti civici e sociali, i cinematografari si accingono a tornare in Italia con qualche esperienza e qualche delusione in più. All'aeroporto, l'ingegner Marucchelli versa qualche lacrima di commiato ma trova subito altro a cui pensare (sta arrivando, dall'Italia, il cantante Adriano Celentano); e solo Stefano, che alla fine non ha ottenuto dall'ingegnere il lavoro che gli era stato promesso, resta sulla pista a salutare la comitiva che torna mestamente in Italia.

## Produzione
Dino Risi aveva partecipato nel 1963 al Festival internazionale del cinema di Mar del Plata, in Argentina, dove era stato premiato per Il sorpasso e si era fatto molti amici. Vittorio Gassman era molto popolare in Sudamerica, sia come attore teatrale sia per il successo cinematografico del Sorpasso (erano addirittura sorti, in Argentina, alcuni ristoranti e locali notturni chiamati "Il sorpasso"); e Nino Manfredi si trovava a Buenos Aires in tournée con il Rugantino teatrale. Da queste ragioni essenzialmente pratiche nacque in Risi e nei suoi sceneggiatori Ettore Scola, Ruggero Maccari e Tullio Pinelli l'idea di realizzare un film – quasi un instant film – che fosse per tutti loro anche una vacanza, senza un grosso impegno né intellettuale né finanziario. In particolare il personaggio di Manfredi, che pur in un ruolo non primario è protagonista delle due sequenze migliori del film, nacque "sul posto", quasi inventato lì per lì da Scola e dallo stesso Manfredi, anche se era ispirato a un personaggio vero, cugino dello stesso Risi, che prestò addirittura i propri abiti a Manfredi per renderlo più credibile. Insomma, il film fu concepito, se non proprio durante il viaggio in aereo da Roma a Buenos Aires, «un po' prima, un po' dopo, un po' durante», come ricorderà Risi.
Il gaucho fu girato quasi totalmente in Argentina, a parte alcune brevi scene realizzate all'aeroporto di Fiumicino e nel comune di Sermoneta. Tra gli interpreti c'erano anche due tra i maggiori divi italiani degli anni Cinquanta, adesso però entrambi sul viale del tramonto: Silvana Pampanini e Amedeo Nazzari. Ma c'era anche una giovane attrice che aveva lavorato con Fellini, Annie Gorassini, e una ex finalista di Miss Universo che avrebbe avuto di lì a poco, nella seconda metà degli anni Sessanta, una carriera cinematografica di rilievo, Maria Grazia Buccella.

## Accoglienza e giudizi
Il gaucho è la prova di come un film girato di fretta, quasi di corsa, quasi distrattamente, finisca per risultare a distanza di tempo, rispetto ad altri molto più meditati e curati, più fresco e puntuale in virtù «delle qualità di osservazione estremamente pungente, incisiva» e di «pagine, situazioni e profili che resistono molto bene» nel tempo. Lo stesso Gassman, che si concede anche qualche omaggio al proprio personaggio del Sorpasso, lo reputava uno dei suoi film migliori, invecchiato meglio di altri («Aveva una carica di volgarità e di cattiveria umoristica genuina»), anche se ricordava i non pochi problemi affrontati durante la lavorazione in Argentina a causa della disorganizzazione del Paese.
Il film e in particolare il personaggio di Gassman non furono accolti benissimo in Argentina (dove il film fu distribuito con il titolo Un italiano en la Argentina), soprattutto per via di una scena in cui il protagonista sputa disgustato il mate, che sta agli argentini come il caffè agli italiani e il tè agli inglesi. Ricordava Gassman: «Fui bandito dalle sale cinematografiche per un anno avendo offeso i costumi nazionali».
In Italia ebbe un discreto successo di pubblico ma fu abbastanza snobbato dalla critica, pur con qualche eccezione come quella di Sandro Zambetti («Risi ha trovato la sua strada più congeniale in una comicità dai risvolti amari capace di far scaturire dall'interno dei personaggi gli elementi critici propri della commedia di costume. Il film tocca corde più profonde per merito dell'ottimo Manfredi e, a tratti, di un Nazzari che riesce ad aprire qualche spiraglio sull'egoistica indifferenza del miliardario italo-argentino»).
Secondo Mario Soldati, Il gaucho «è, tra tutti i benissimo girati film di Risi, forse il meglio girato di tutti. [...] Si vede il fim senza un istante di noia, si ammira l'assoluta vivezza della ricostruzione ambientale italo-argentina [...], si gode l'altrettanto assoluta esattezza della ricostruzione verbale romanesco-cinematografara, si crede ai personaggi, si crede alla storia, si sorride, si ride, perfino ci si commuove». Tuttavia lo stesso Soldati scriveva poi di essere uscito dal cinema intristito, addirittura depresso, forse perché vicende e personaggi erano perfino troppo veri e non c'era nel regista abbastanza indignazione, né abbastanza spirito di divertimento, nei loro confronti.
Anche se ambientato in Argentina (a parte i primi dieci minuti ambientati a Roma e in aereo), il film è in effetti, come scrive Enrico Giacovelli, una riflessione comico-amara sul miracolo economico italiano che andava ormai esaurendosi e che invano si cominciava ad andare a cercare fuori dall'Italia. «Il film mette a confronto un gruppo di italiani d'Italia (nemmeno dei più tapini: tutta gente di cinema), che vanno in Argentina in cerca del boom mancato, e alcuni italiani d'Argentina, che sognano invece l'Italia e il suo mitico "boom". è tutto un gioco tra Italia e Argentina a fingersi reciprocamente ricchi e felici, con la scoperta finale che in realtà si è tutti poveri e infelici».
Riassume l'intero film la sequenza, piccolo gioiello di regia e recitazione, dei vecchi amici Manfredi e Gassman che al primo incontro dopo molti anni di lontananza (uno in Argentina, l'altro in Italia) si fingono inizialmente ricchi e "arrivati", ma poco per volta viene fuori che nessuno dei due ha fatto fortuna e anzi ognuno dei due vorrebbe chiedere un prestito all'altro. Alla fine, Gassman tira le somme – dall'Argentina – sul benessere economico italiano che a molti sembrava eterno: «Ma quale benessere? In Italia c'è il malessere che te se porta via!». Il gaucho è uno dei primi film in cui, nonostante l'ambientazione sudamericana, si avverta chiaramente che, pochi anni dopo essere iniziato, il cosiddetto miracolo economico italiano era ormai finito.

## Riconoscimenti
Grolla d'oro a Nino Manfredi per la miglior interpretazione maschile.